# Rhomaleosaurus cramptoni
A Rhomaleosaurus cramptoni a hüllők (Reptilia) osztályának plezioszauruszok (Plesiosauria) rendjébe, ezen belül a Rhomaleosauridae családjába tartozó fosszilis faj.
A Rhomaleosaurus nem típusfaja.

## Tudnivalók

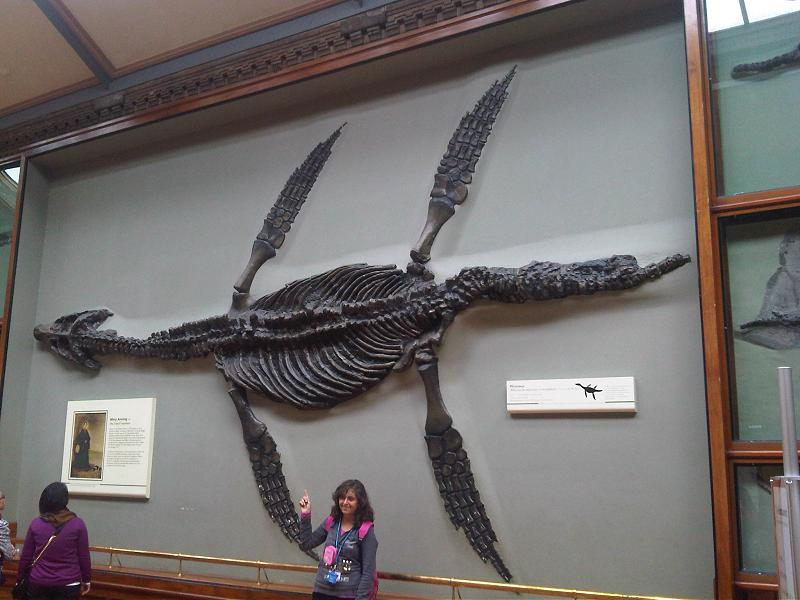
A Rhomaleosaurus cramptoni csontváz rekonstrukciója a londoni Természettudományi Múzeumban

1848 júliusában az Egyesült Királyságbeli Yorkshire megyében, a Whitby melletti Alum nevű bányában, egy óriási plezioszauruszra bukkantak. Ez a maradvány a toarci korszakból származó, úgynevezett A. bifrons ammonitesz Whitby Mudstone Formation-ban keletkezett, azaz az állat körülbelül 183-180 millió évvel ezelőtt élhetett. Ezt a teljes, koponyával rendelkező csontvázat öt éven keresztül a Normanby őrgróf tulajdonában levő Mulgrave kastélyban őrizték. Ez a példány a NMING F8785 tároló számot kapta. 1853-ban az őrgróf megmutatta az ír sebésznek és anatómusnak, Sir Philip Cramptonnak ezt a maradványt. Ugyanabban az évben az ír anatómus átszállíttatta az óriási hüllőt Dublinba, ahol éppen a British Science Association éves találkozója volt. A Zoological Society of Ireland külön épületet építtetett ennek a hatalmas csontváznak. Tíz évvel a felfedezése után, még senki sem írta le vagy nevezte meg ezt az állatot. Aztán a hüllőt átszálitották a Royal Dublin Society múzeumában, ahol végre Alexander Carte és W. H. Bailey leírták és megnevezték a hüllőt. Ők plesiosaurusnak vélték és a Plesiosaurus cramptoni nevet adták neki Sir Philip Crampton ír tudós tiszteletére. 1874-ben a brit őslénykutató, Harry Seeley e maradvány alapján, amelyet manapság a Rhomaleosauridae család holotípusként ismernek, rájött, hogy ez az állatfaj nem lehet plesiosaurus és külön nembe, a Rhomaleosaurusba sorolta át a hüllőt. Csak 2006-ban került rá sor, hogy újból tartósítják és megvizsálják a Rhomaleosaurus cramptoni koponyáját.
Az állat körülbelül 7 méter hosszú volt. Táplálékai között szerepeltek az ichthyoszauruszok, az ammoniteszek és egyéb plezioszauruszok is.

## Fordítás
Ez a szócikk részben vagy egészben  a   Rhomaleosaurus című angol Wikipédia-szócikk ezen változatának fordításán alapul.  Az eredeti cikk szerkesztőit annak laptörténete sorolja fel. Ez a jelzés csupán a megfogalmazás eredetét és a szerzői jogokat jelzi, nem szolgál a cikkben szereplő információk forrásmegjelöléseként. 